# Lista celor mai înalte structuri din lume

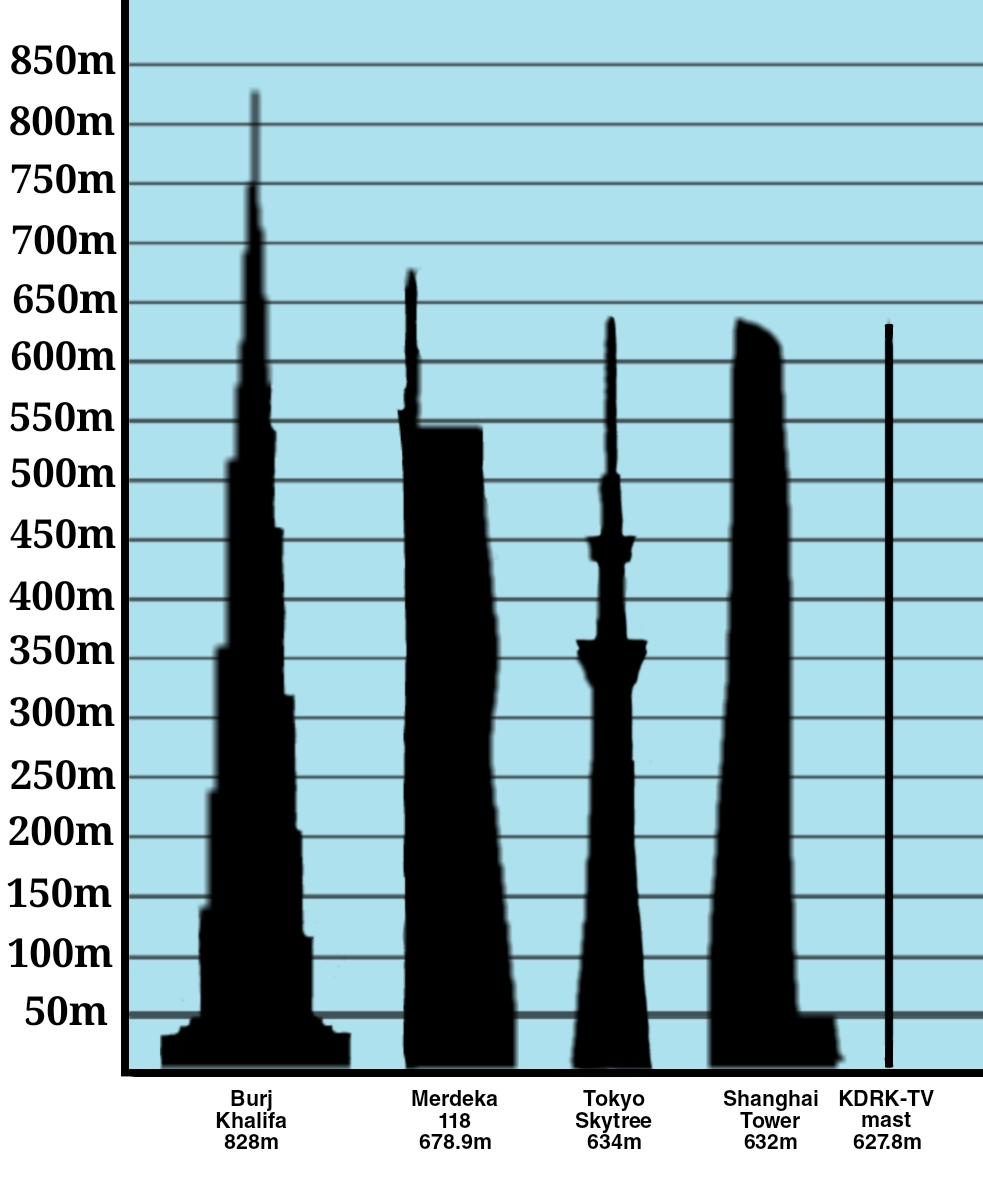
Diagrama celor mai înalte structuri autoportante din lume în 2025
1. Burj Khalifa
2. Turnul Merdeka 118
3. Tokyo Skytree
4. Turnul Shanghai
5. Turnul TV KRDK

Lista celor mai înalte structuri din lume clasifică cele mai înalte construcții arhitectonice fixe, imobile, realizate de oameni, indiferent dacă sunt autoportante („de sine stătătoare”) sau ancorate. Sunt enumerate atât clădiri (zgârie-nori, de exemplu Turnul Willis) sau turnuri autoportante (fără suport exterior, de exemplu CN Tower), cât și stâlpi de transport a energiei electrice, turnuri de susținere a podurilor, platforme petroliere sau structuri ancorate, respectiv construcții prevăzute cu tiranți sau cabluri de susținere (de exemplu antenele de telecomunicații). 
Criteriile terminologice și de listare sunt în conformitate cu definițiile Consiliului pentru clădiri înalte și habitat urban (Council on Tall Buildings and Urban Habitat - CTBUH), turnurile diferențiindu-se atât de structurile ancorate, întrucât nu prezintă cabluri, tiranți sau alte structuri de susținere, cât și de clădiri, chiar dacă ambele sunt structuri autoportante. Deși multe dintre clădirile înalte („zgârie-nori”) sunt denumite turnuri, din punct de vedere tehnic acestea se diferențiază, clădirile caracterizându-se prin faptul că cel puțin 50% din suprafața acestora este spațiu ocupabil.
În tabel sunt incluse structurile finalizate, atât cele existente cât și cele demolate, cu o înălțime de cel puțin 500 de metri. Ordinea este descrescătoare, în funcție de înălțimea arhitecturală, excluzându-se eventualele construcții suplimentare instalate deasupra acoperișului, astfel încât valorile înălțimii zgârie-norilor pot fi diferite față de cele din Lista celor mai înalte clădiri din lume întrucât în acest caz clasificarea se face în funcție de înălțimea totală.

## Lista celor mai înalte structuri din lume
| Note: | Rândurile marcate cu culoare gri deschis reprezintă structuri demolate    |
| Note: | Rândurile marcate cu culoare lavender blue reprezintă structuri imersate  |
| Note: | Rândurile marcate cu culoare distilled moss reprezintă structuri ancorate |

| Imagine              | Nume | Înălțime (m)          | An   | Tipul structurii     | Utilizare                                   | Țară                  | Oraș                                                                               | Observații | Coordonate                                               |
|                      | |                       |      |                      |                                             |                       |                                                                                    | |                                                          |
| -------------------- | --- | --------------------- | ---- | -------------------- | ------------------------------------------- | --------------------- | ---------------------------------------------------------------------------------- | --- | -------------------------------------------------------- |
|                      | Burj Khalifa (în arabă برج خليفة, transliterat: Burj khalifa)                                                                 | 829,8                 | 2010 | zgârie-nori          | birouri, hotel, apartamente                 | Emiratele Arabe Unite | Dubai                                                                              | Cea mai înaltă structură arhitecturală din lume. Include o turlă de 244 m                                                                                              | 25°11′50.0″N 55°16′26.6″E / 25.197222°N 55.274056°E      |
|                      | Turnul Merdeka 118 (în malaieză Menara Merdeka 118)                                                                           | 678,9                 | 2023 | zgârie-nori          | birouri, hotel, apartamente                 | Malaysia              | Kuala Lumpur                                                                       | Cea mai înaltă structură arhitecturală din Asia de Sud-Est | 03°08′30″N 101°42′02″E / 3.14167°N 101.70056°E           |
|                      | Turnul de radio-comunicații din Varșovia (în poloneză Maszt radiowy w Warszawie)                                              | 646,4                 | 1974 | structură ancorată   | transmisiuni LF                             | Polonia               | Konstantynów, Płock, Voievodatul Mazovia                                           | Cea mai înaltă structură autoportantă din lume până la prăbușirea sa la 8 august 1991                                                                                  | 52°22′3.74″N 19°48′8.73″E / 52.3677056°N 19.8024250°E    |
|                      | Platforma petrolieră Petronius (în engleză Petronius Platform)                                                                | 640                   | 2000 | platformă petrolieră | extracție petrol                            | ZEE SUA               | Golful Mexic                                                                       | Situată la cca. 210 km sud-est de New Orleans | 29°06′30″N 87°56′30″V / 29.10833°N 87.94167°V            |
|                      | Tokyo Skytree (în japoneză 東京スカイツリ, transliterat: Tōkyō sukaitsurī)                                                    | 634,0                 | 2012 | turn cu zăbrele      | transmisiuni VHF-UHF, observare             | Japonia               | Tokyo                                                                              | Cea mai înaltă structură arhitecturală din țările OCDE, cel mai înalt turn din lume                                                                                    | 35°42′36.5″N 139°48′39″E / 35.710139°N 139.81083°E       |
|                      | Turnul Shanghai (în chineză: 上海中心大厦)                                                                                    | 632,0                 | 2015 | zgârie-nori          | apartamente, observare                      | China                 | Shanghai                                                                           | Cea mai înaltă structură arhitecturală din China, cea mai înaltă clădire non-rectangulară („răsucită”) din lume                                                        | 31°14′7.8″N 121°30′3.6″E / 31.235500°N 121.501000°E      |
|                      | Turnul de televiziune KRDK (în engleză KRDK-TV mast)                                                                          | 627,8                 | 1998 | structură ancorată   | transmisiuni VHF-UHF                        | Statele Unite         | Galesburg, North Dakota                                                            | Reconstruit după prăbușirile din 14 februarie 1968 și 6 aprilie 1997                                                                                                   | 47°16′45″N 97°20′27″V / 47.27917°N 97.34083°V            |
|                      | Turnul de radiocomunicații KXTV/KOVR (în engleză KXTV/KOVR tower)                                                             | 624,5                 | 1985 | structură ancorată   | transmisiuni VHF-UHF                        | Statele Unite         | Walnut Grove, California                                                           | Cea mai înaltă structură arhitecturală din California, numit și Sacramento Joint Venture Tower                                                                         | 38°14′23.2″N 121°30′05.7″V / 38.239778°N 121.501583°V    |
|                      | Turnul de televiziune KATV (în engleză KATV tower)                                                                            | 609,6                 | 1965 | structură ancorată   | transmisiuni VHF-UHF                        | Statele Unite         | Barraque Township, Arkansas                                                        | Prăbușit la 11 ianuarie 2008 | 34°28′24.0″N 92°12′11″V / 34.473333°N 92.20306°V         |
|                      | Turnul de televiziune KCAU (în engleză KCAU TV Tower)                                                                         | 609,6                 | 1965 | structură ancorată   | transmisiuni VHF-UHF                        | Statele Unite         | Sioux City, Iowa                                                                   | | 42°35′11.0″N 96°13′57″V / 42.586389°N 96.23250°V         |
|                      | Turnul de radio și televiziune WECT (în engleză WECT Tower)                                                                   | 609,6                 | 1969 | structură ancorată   | transmisiuni VHF-UHF                        | Statele Unite         | Colly Township, North Carolina                                                     | Demolat la 20 septembrie 2012 | 34°34′44.0″N 78°26′12″V / 34.578889°N 78.43667°V         |
|                      | Turnul de televiziune KCCI (în engleză KCCI Tower)                                                                            | 609,6                 | 1972 | structură ancorată   | transmisiuni VHF-TV, radio FM               | Statele Unite         | Alleman, Iowa                                                                      | | 41°48′33.0″N 93°36′53″V / 41.809167°N 93.61472°V         |
|                      | Turnul de televiziune KCCI Alleman (în engleză KCCI's Alleman tower)                                                          | 609,6                 | 1974 | structură ancorată   | transmisiuni VHF-UHF                        | Statele Unite         | Alleman, Iowa                                                                      | | 41°48′35.0″N 93°37′17″V / 41.809722°N 93.62139°V         |
|                      | Turnul de comunicații diverse (în engleză Diversified Communications Tower)                                                   | 609,6                 | 1981 | structură ancorată   | transmisiuni VHF-UHF                        | Statele Unite         | Floyd Dale, South Carolina                                                         | | 34°22′03.0″N 79°19′48″V / 34.367500°N 79.33000°V         |
|                      | Turnul de radio și televiziune AFLAC (în engleză AFLAC Tower)                                                                 | 609,6                 | 1984 | structură ancorată   | transmisiuni VHF-UHF                        | Statele Unite         | Rowley, Iowa                                                                       | | 42°24′02.0″N 91°50′37″V / 42.400556°N 91.84361°V         |
|                      | Turnul de televiziune WBTV (în engleză WBTV Tower)                                                                            | 609,6                 | 1984 | structură ancorată   | transmisiuni VHF-UHF                        | Statele Unite         | Charlotte, North Carolina                                                          | | 35°21′51.0″N 81°11′12″V / 35.364167°N 81.18667°V         |
| KTVO-Studio-2.jpg    | Turnul de televiziune KTVO-TV (în engleză KTVO-TV Tower)                                                                      | 609,6                 | 1987 | structură ancorată   | transmisiuni VHF-UHF                        | Statele Unite         | Missouri                                                                           | Prăbușit la 2 iunie 1988 | 40°31′47″N 92°26′29″V / 40.52972°N 92.44139°V            |
|                      | Turnul de televiziune Hearst-Argyle (în engleză Hearst-Argyle Tower)                                                          | 609,6                 | 1985 | structură ancorată   | transmisiuni VHF-UHF                        | Statele Unite         | Walnut Grove, California                                                           | | 38°15′52.1″N 121°29′25.5″V / 38.264472°N 121.490417°V    |
|                      | Turnul de televiziune WTTO (în engleză WTTO Tower)                                                                            | 609,6                 | 1986 | structură ancorată   | transmisiuni VHF-UHF                        | Statele Unite         | Windham Springs, Alabama                                                           | | 33°28′51.0″N 87°24′03″V / 33.480833°N 87.40083°V         |
|                      | Turnul de televiziune WCSC (în engleză WCSC Tower)                                                                            | 609,6                 | 1986 | structură ancorată   | transmisiuni VHF-UHF                        | Statele Unite         | Awendaw, South Carolina                                                            | | 32°55′29.0″N 79°41′57″V / 32.924722°N 79.69917°V         |
| WCTV Tower.JPG       | Turnul de televiziune WCTV (în engleză WCTV Tower)                                                                            | 609,6                 | 1987 | structură ancorată   | transmisiuni VHF-UHF                        | Statele Unite         | Metcalf, Georgia                                                                   | | 30°40′14.0″N 83°56′26″V / 30.670556°N 83.94056°V         |
|                      | Turnul de radio și televiziune WRAL HDTV (în engleză WRAL HDTV Mast)                                                          | 609,6                 | 1991 | structură ancorată   | transmisiuni VHF-UHF                        | Statele Unite         | Auburn, North Carolina                                                             | | 35°40′35.1″N 78°32′07.2″V / 35.676417°N 78.535333°V      |
|                      | Turnul de televiziune Alabama (în engleză TV Alabama Tower)                                                                   | 609,6                 | 1996 | structură ancorată   | transmisiuni VHF-UHF                        | Statele Unite         | Windham Springs, Alabama                                                           | | 33°28′48.0″N 87°25′50″V / 33.480000°N 87.43056°V         |
|                      | Turnul de televiziune KDLT (în engleză KDLT Tower)                                                                            | 609,6                 | 1998 | structură ancorată   | transmisiuni VHF-UHF                        | Statele Unite         | Rowena, South Dakota                                                               | | 43°30′18.0″N 96°33′23″V / 43.505000°N 96.55639°V         |
|                      | Turnul de televiziune KMOS (în engleză KMOS TV Tower)                                                                         | 609,6                 | 2002 | structură ancorată   | transmisiuni VHF-UHF                        | Statele Unite         | Syracuse, Missouri                                                                 | | 38°37′36.0″N 92°52′04″V / 38.626667°N 92.86778°V         |
|                      | Turnul de transmisiuni radio Winnie Cumulus Broadcasting (în engleză Winnie Cumulus Broadcasting Tower)                       | 609,6                 | 2005 | structură ancorată   | transmisiuni VHF-UHF                        | Statele Unite         | Winnie, Texas                                                                      | | 29°56′09.8″N 94°30′39.4″V / 29.936056°N 94.510944°V      |
|                      | Turnul de transmisiuni radio Liberman Broadcasting din Era (în engleză Liberman Broadcasting Tower Era)                       | 609,6                 | 2006 | structură ancorată   | transmisiuni VHF-UHF                        | Statele Unite         | Era, Texas                                                                         | | 33°29′05.5″N 97°24′44.8″V / 33.484861°N 97.412444°V      |
|                      | Turnul de televiziune WEAU (în engleză WEAU Tower)                                                                            | 609,6                 | 2012 | structură ancorată   | transmisiuni VHF-UHF                        | Statele Unite         | Fairchild, Wisconsin                                                               | | 44°39′50.0″N 90°57′41″V / 44.663889°N 90.96139°V         |
|                      | Turnul de transmisiuni radio Perry Broadcasting (în engleză Perry Broadcasting Tower)                                         | 609,5                 | 2004 | structură ancorată   | transmisiuni VHF-UHF                        | Statele Unite         | Alfalfa, Oklahoma                                                                  | | 35°15′03.8″N 98°36′53.8″V / 35.251056°N 98.614944°V      |
|                      | Turnul KY3 (în engleză KY3 Tower)                                                                                             | 609,4                 | 2000 | structură ancorată   | transmisiuni VHF-UHF                        | Statele Unite         | Fordland, Missouri                                                                 | | 37°10′26.0″N 92°56′28.1″V / 37.173889°N 92.941139°V      |
|                      | Turnul SpectraSite din Thomasville (în engleză SpectraSite Tower Thomasville)                                                 | 609,4                 | 2002 | structură ancorată   | transmisiuni VHF-UHF                        | Statele Unite         | Thomasville, Georgia                                                               | | 30°40′50.3″N 83°58′20.6″V / 30.680639°N 83.972389°V      |
|                      | Turnul Pegasus Broadcasting (în engleză Pegasus Broadcasting Tower)                                                           | 609,4                 |      | structură ancorată   | transmisiuni VHF-UHF                        | Statele Unite         | Metcalf, Georgia                                                                   | | 30°40′52.0″N 83°58′21″V / 30.681111°N 83.97250°V         |
|                      | Turnul KLDE (în engleză KLDE Tower)                                                                                           | 609,3                 | 1986 | structură ancorată   | transmisiuni VHF-UHF                        | Statele Unite         | Liverpool, Texas                                                                   | | 29°17′17.0″N 95°13′54″V / 29.288056°N 95.23167°V         |
|                      | Turnul WCKW/KSTE (în engleză WCKW/KSTE-Tower)                                                                                 | 609,3                 | 1988 | structură ancorată   | transmisiuni VHF-UHF                        | Statele Unite         | Vacherie, Louisiana                                                                | Prăbușit în august 2021 din cauza uraganului Ida | 29°57′11.0″N 90°43′26″V / 29.953056°N 90.72389°V         |
|                      | Turnul American Towers din Elkhart (în engleză American Towers Tower Elkhart)                                                 | 609,3                 | 2001 | structură ancorată   | transmisiuni VHF-UHF                        | Statele Unite         | Elkhart, Iowa                                                                      | | 41°49′48.0″N 93°36′54.6″V / 41.830000°N 93.615167°V      |
| WGRP 1.jpg           | Turnul Salem Radio Properties (în engleză Salem Radio Properties Tower)                                                       | 609,3                 | 2002 | structură ancorată   | transmisiuni VHF-UHF                        | Statele Unite         | Collinsville, Texas                                                                | | 33°32′08.4″N 96°49′55″V / 33.535667°N 96.83194°V         |
|                      | Turnul Stowell Cumulus Broadcasting (în engleză Stowell Cumulus Broadcasting Tower)                                           | 609,3                 | 2001 | structură ancorată   | transmisiuni VHF-UHF                        | Statele Unite         | Stowell, Texas                                                                     | | 29°41′52.5″N 94°24′9.3″V / 29.697917°N 94.402583°V       |
|                      | Turnul WLBT (în engleză WLBT Tower)                                                                                           | 609                   | 1999 | structură ancorată   | transmisiuni VHF-UHF                        | Statele Unite         | Raymond, Mississippi                                                               | | 32°12′49.9″N 90°22′56.5″V / 32.213861°N 90.382361°V      |
|                      | Turnul KYTV 2 (în engleză KYTV Tower 2)                                                                                       | 608,4                 | 1973 | structură ancorată   | transmisiuni VHF-UHF                        | Statele Unite         | Marshfield, Missouri                                                               | | 37°13′09.4″N 92°56′57.4″V / 37.219278°N 92.949278°V      |
|                      | Turnul SpectraSite din Raymond (în engleză SpectraSite Tower Raymond)                                                         | 608,4                 |      | structură ancorată   | transmisiuni VHF-UHF                        | Statele Unite         | Raymond, Mississippi                                                               | | 32°12′11.9″N 90°23′34.8″V / 32.203306°N 90.393000°V      |
| Hoyt Radio Tower.JPG | Turnul Hoyt Radio (în engleză Hoyt Radio Tower)                                                                               | 608,38                | 2003 | structură ancorată   | transmisiuni VHF-UHF                        | Statele Unite         | Hoyt, Colorado                                                                     | | 39°55′21.8″N 103°58′20.2″V / 39.922722°N 103.972278°V    |
|                      | Turnul Service Broadcasting din Decatur (în engleză Service Broadcasting Tower Decatur)                                       | 608,1                 | 2000 | structură ancorată   | transmisiuni VHF-UHF                        | Statele Unite         | Decatur, Texas                                                                     | | 33°23′12.0″N 97°33′58″V / 33.386667°N 97.56611°V         |
|                      | Turnul WTVD (în engleză WTVD Tower)                                                                                           | 607,8                 | 1978 | structură ancorată   | transmisiuni VHF-UHF                        | Statele Unite         | Auburn, North Carolina                                                             | | 35°40′06.0″N 78°31′58″V / 35.668333°N 78.53278°V         |
|                      | Turnul KTXL Channel 40 (în engleză KTXL Channel 40 Tower)                                                                     | 607,8                 | 1985 | structură ancorată   | transmisiuni VHF-UHF                        | Statele Unite         | Walnut Grove, California                                                           | | 38°16′21.4″N 121°30′21.6″V / 38.272611°N 121.506000°V    |
|                      | Turnul Liberman Broadcasting din Devers (în engleză Liberman Broadcasting Tower Devers)                                       | 607,7                 | 2006 | structură ancorată   | transmisiuni VHF-UHF                        | Statele Unite         | Devers, Texas                                                                      | | 30°01′02.2″N 94°32′47.9″V / 30.017278°N 94.546639°V      |
|                      | Turnul KHYS (în engleză KHYS Tower)                                                                                           | 607,2                 | 1997 | structură ancorată   | transmisiuni VHF-UHF                        | Statele Unite         | Devers, Texas                                                                      | Dezafectat | 30°03′07.0″N 94°31′39″V / 30.051944°N 94.52750°V         |
|                      | Turnul Clear Channel Broadcasting din Devers (în engleză Clear Channel Broadcasting Tower Devers)                             | 607                   | 1988 | structură ancorată   | transmisiuni VHF-UHF                        | Statele Unite         | Devers, Texas                                                                      | | 30°03′06.0″N 94°31′38″V / 30.051667°N 94.52722°V         |
|                      | Turnul Media General (în engleză Media General Tower)                                                                         | 607                   | 1987 | structură ancorată   | transmisiuni VHF-UHF                        | Statele Unite         | Awendaw, South Carolina                                                            | | 32°56′25.0″N 79°41′44″V / 32.940278°N 79.69556°V         |
|                      | Turnul Eastern North Carolina Broadcasting (în engleză Eastern North Carolina Broadcasting Tower)                             | 606,2                 | 1980 | structură ancorată   | transmisiuni VHF-UHF                        | Statele Unite         | Trenton, North Carolina                                                            | | 35°06′16.0″N 77°20′11″V / 35.104444°N 77.33639°V         |
|                      | Turnul WNCN (în engleză WNCN Tower)                                                                                           | 606,2                 | 2000 | structură ancorată   | transmisiuni VHF-UHF                        | Statele Unite         | Garner, North Carolina                                                             | | 35°40′29.0″N 78°31′39.0″V / 35.674722°N 78.527500°V      |
|                      | Turnul KELO TV (în engleză KELO TV Tower)                                                                                     | 605                   | 1974 | structură ancorată   | transmisiuni VHF-UHF                        | Statele Unite         | Rowena, South Dakota                                                               | | 43°31′07.0″N 96°32′06″V / 43.518611°N 96.53500°V         |
|                      | Turnul KVLY-TV (în engleză KVLY-TV mast)                                                                                      | 605                   | 1963 | structură ancorată   | transmisiuni VHF-UHF                        | Statele Unite         | Blanchard, North Dakota                                                            | Cea mai înaltă structură arhitecturală din lume (628,8 m) până în 2019, când antena a fost înlocuită                                                                   | 47°20′31.85″N 97°17′21.13″V / 47.3421806°N 97.2892028°V  |
|                      | Turnul WITN (în engleză WITN Tower)                                                                                           | 605                   | 1979 | structură ancorată   | transmisiuni VHF-UHF                        | Statele Unite         | Grifton, North Carolina                                                            | Numit și Gray Television Tower | 35°21′56.0″N 77°23′37.0″V / 35.365556°N 77.393611°V      |
|                      | Turnul Noe Corp (în engleză Noe Corp Tower)                                                                                   | 604,7                 | 1998 | structură ancorată   | transmisiuni VHF-UHF                        | Statele Unite         | Columbia, Louisiana                                                                | | 32°11′51.0″N 92°04′14″V / 32.197500°N 92.07056°V         |
|                      | Noul Turn TV din Guangzhou (în chineză: 广州新电视塔, transliterat: Guǎngzhōu xīn diànshì tǎ)                                 | 604                   | 2009 | turn din beton       | transmisiuni VHF-UHF                        | China                 | Guangzhou                                                                          | Numit și Turnul Canton | 23°06′32.55″N 113°19′9.29″E / 23.1090417°N 113.3192472°E |
|                      | Turnul Pappas Telecasting (în engleză Pappas Telecasting Tower)                                                               | 603,6                 | 2000 | structură ancorată   | transmisiuni VHF-UHF                        | Statele Unite         | Plymouth County, Iowa                                                              | | 42°35′12.0″N 96°13′19.0″V / 42.586667°N 96.221944°V      |
| KHOUTVStation.JPG    | Turnul KHOU-TV (în engleză KHOU-TV Tower)                                                                                     | 602                   | 1992 | structură ancorată   | transmisiuni VHF-UHF                        | Statele Unite         | Missouri City, Texas                                                               | | 29°33′41.0″N 95°30′05″V / 29.561389°N 95.50139°V         |
|                      | Turnul Richland Towers din Missouri City (în engleză Richland Towers Tower Missouri City)                                     | 601,3                 | 2001 | structură ancorată   | transmisiuni VHF-UHF                        | Statele Unite         | Missouri City, Texas                                                               | | 29°34′16.0″N 95°30′38″V / 29.571111°N 95.51056°V         |
|                      | Turnurile cu ceas din Mecca (în arabă أبراج الساعة, transliterat: 'abraj alsaaea)                                             | 601                   | 2011 | zgârie-nori          | hotel, apartamente                          | Arabia Saudită        | Mecca                                                                              | Cea mai înaltă structură arhitecturală din Arabia Saudită | 21°25′08″N 39°49′35″E / 21.41889°N 39.82639°E            |
|                      | Turnul Senior Road (în engleză Senior Road Tower)                                                                             | 600,7                 | 1983 | structură ancorată   | transmisiuni VHF-UHF                        | Statele Unite         | Missouri City, Texas                                                               | | 29°34′35.0″N 95°30′37″V / 29.576389°N 95.51028°V         |
|                      | Turnul KTRK-TV (în engleză KTRK-TV Tower)                                                                                     | 600,5                 | 1982 | structură ancorată   | transmisiuni VHF-UHF                        | Statele Unite         | Missouri City, Texas                                                               | | 29°34′28.0″N 95°29′38″V / 29.574444°N 95.49389°V         |
|                      | Turnul Houston Joint Venture Tower (în engleză Houston Tower Joint Venture Tower)                                             | 600,5                 | 1985 | structură ancorată   | transmisiuni VHF-UHF                        | Statele Unite         | Missouri City, Texas                                                               | | 29°34′07.0″N 95°29′58″V / 29.568611°N 95.49944°V         |
|                      | Turnul American Towers din Missouri City (în engleză American Towers Tower Missouri City)                                     | 600,5                 | 2000 | structură ancorată   | transmisiuni VHF-UHF                        | Statele Unite         | Missouri City, Texas                                                               | | 29°33′45.1″N 95°30′35.7″V / 29.562528°N 95.509917°V      |
|                      | Turnul KRIV-TV (în engleză KRIV-TV Tower)                                                                                     | 600,4                 | 1982 | structură ancorată   | transmisiuni VHF-UHF                        | Statele Unite         | Missouri City, Texas                                                               | | 29°34′29.0″N 95°29′38″V / 29.574722°N 95.49389°V         |
|                      | Turnul KTVE (în engleză KTVE-Tower)                                                                                           | 600,4                 | 1987 | structură ancorată   | transmisiuni VHF-UHF                        | Statele Unite         | Bolding, Arkansas                                                                  | Numit și SpectraSite Tower Bolding | 33°04′41.0″N 92°13′41″V / 33.078056°N 92.22806°V         |
|                      | Turnul Mississippi Telecasting (în engleză Mississippi Telecasting Tower)                                                     | 600                   | 1982 | structură ancorată   | transmisiuni VHF-UHF                        | Statele Unite         | Inverness, Mississippi                                                             | | 33°22′23.0″N 90°32′25″V / 33.373056°N 90.54028°V         |
|                      | Turnul WCNC-TV (în engleză WCNC-TV Tower)                                                                                     | 600                   | 1992 | structură ancorată   | transmisiuni VHF-UHF                        | Statele Unite         | Dallas, North Carolina                                                             | | 35°20′49.4″N 81°10′14.2″V / 35.347056°N 81.170611°V      |
|                      | Turnul Capstar Radio (în engleză Capstar Radio Tower)                                                                         | 600                   | 2001 | structură ancorată   | transmisiuni VHF-UHF                        | Statele Unite         | Middlesex, North Carolina                                                          | | 35°49′54.0″N 78°08′49″V / 35.831667°N 78.14694°V         |
|                      | Turnul WPDE-TV (în engleză WPDE-TV Tower)                                                                                     | 600                   | 1980 | structură ancorată   | transmisiuni VHF-UHF                        | Statele Unite         | Dillon, South Carolina                                                             | | 34°21′53.0″N 79°19′49″V / 34.364722°N 79.33028°V         |
|                      | Turnul KDUH-TV din Hemingford (în engleză KDUH-TV Mast Hemingford)                                                            | 599                   | 1969 | structură ancorată   | transmisiuni VHF-UHF                        | Statele Unite         | Hemingford, Nebraska                                                               | Prăbușit la 24 septembrie 2003 | 42°10′21.0″N 103°13′59″V / 42.172500°N 103.23306°V       |
|                      | Centrul financiar Shenzhen Ping An (în japoneză 深圳平安金融中心, transliterat: Shēnzhèn píng'ān jīnróng zhōngxīn)            | 599                   | 2017 | zgârie-nori          | birouri                                     | China                 | Shenzhen, Guangdong                                                                | Cea mai înaltă clădire din Shenzhen, a doua cea mai înaltă din China                                                                                                   | 22°32′11″N 114°3′2″E / 22.53639°N 114.05056°E            |
|                      | Turnul American Towers din Liverpool (în engleză American Towers Tower Liverpool)                                             | 598,3                 | 1992 | structură ancorată   | transmisiuni VHF-UHF                        | Statele Unite         | Liverpool, Texas                                                                   | | 29°17′56.8″N 95°14′12.1″V / 29.299111°N 95.236694°V      |
|                      | Turnul Media General din Dillon (în engleză Media General Tower Dillon)                                                       | 598                   | 2001 | structură ancorată   | transmisiuni VHF-UHF                        | Statele Unite         | Dillon, South Carolina                                                             | | 34°22′05.0″N 79°19′20″V / 34.368056°N 79.32222°V         |
|                      | Turnul Duffy-Shamrock Joint Venture (în engleză Duffy-Shamrock Joint Venture Tower)                                           | 597,4                 | 1990 | structură ancorată   | transmisiuni VHF-UHF                        | Statele Unite         | Bertram, Texas                                                                     | | 30°43′34.7″N 97°59′24.1″V / 30.726306°N 97.990028°V      |
|                      | Turnul AMFM din Collinsville (în engleză AMFM Tower Collinsville)                                                             | 597,4                 | 2002 | structură ancorată   | transmisiuni VHF-UHF                        | Statele Unite         | Collinsville, Texas                                                                | | 33°33′37.0″N 96°57′35″V / 33.560278°N 96.95972°V         |
|                      | Turnul KOLR/KOZK (în engleză KOLR/KOZK Tower)                                                                                 | 597,3 (orig. 609.6 m) | 1971 | structură ancorată   | transmisiuni VHF-UHF                        | Statele Unite         | Fordland, Missouri                                                                 | Prăbușit la 19 aprilie 2018 | 37°10′11.0″N 92°56′31″V / 37.169722°N 92.94194°V         |
|                      | Goldin Finance 117 (în chineză: 中国117大厦, transliterat: Zhōngguó 117 dàshà)                                                | 597                   | 2015 | zgârie-nori          | birouri                                     | China                 | Tianjin                                                                            | Construcție ridicată în 2015, încă neterminată în 2024, cea mai înaltă clădire neocupată din lume                                                                      | 39°5′21″N 117°4′49″E / 39.08917°N 117.08028°E            |
|                      | Turnul Cosmos Broadcasting din Winnabow (în engleză Cosmos Broadcasting Tower Winnabow)                                       | 595,6                 | 1981 | structură ancorată   | transmisiuni VHF-UHF                        | Statele Unite         | Winnabow, North Carolina                                                           | | 34°07′54.0″N 78°11′16″V / 34.131667°N 78.18778°V         |
|                      | Turnul Spectra Site Communications din Robertsdale (în engleză Spectra Site Communications Tower Robertsdale)                 | 592,6                 | 2001 | structură ancorată   | transmisiuni VHF-UHF                        | Statele Unite         | Robertsdale, Alabama                                                               | | 30°36′41.0″N 87°36′26.4″V / 30.611389°N 87.607333°V      |
|                      | Turnul CBC Real Estate Co. Inc (în engleză CBC Real Estate Co. Inc Tower)                                                     | 592,4                 | 1985 | structură ancorată   | transmisiuni VHF-UHF                        | Statele Unite         | Dallas, North Carolina                                                             | | 35°21′44.5″N 81°09′18.3″V / 35.362361°N 81.155083°V      |
|                      | Turnul Cosmos Broadcasting din Grady (în engleză Cosmos Broadcasting Tower Grady)                                             | 589,8                 | 1977 | structură ancorată   | transmisiuni VHF-UHF                        | Statele Unite         | Grady, Alabama                                                                     | | 31°58′29.0″N 86°09′44″V / 31.974722°N 86.16222°V         |
|                      | Turnul American Towers din Columbia (în engleză American Towers Tower Columbia)                                               | 587,9                 | 1986 | structură ancorată   | transmisiuni VHF-UHF                        | Statele Unite         | Columbia, Louisiana                                                                | | 32°05′42.6″N 92°10′34.3″V / 32.095167°N 92.176194°V      |
|                      | Turnul Sonsinger Management (în engleză Sonsinger Management Tower)                                                           | 587,6                 | 1988 | structură ancorată   | transmisiuni VHF-UHF                        | Statele Unite         | Splendora, Texas                                                                   | Numit și KKHT Radio Mast | 30°13′54.0″N 95°07′27″V / 30.231667°N 95.12417°V         |
|                      | Turnul de televiziune Cedar Rapids (în engleză Cedar Rapids TV Tower)                                                         | 587,3                 | 1974 | structură ancorată   | transmisiuni VHF-UHF                        | Statele Unite         | Walker, Iowa                                                                       | | 42°18′59.0″N 91°51′31″V / 42.316389°N 91.85861°V         |
|                      | Turnul Channel 6 din Eddy (în engleză Channel 6 Tower Eddy)                                                                   | 586,4                 | 1981 | structură ancorată   | transmisiuni VHF-UHF                        | Statele Unite         | Eddy, Texas                                                                        | | 31°16′25.0″N 97°13′15″V / 31.273611°N 97.22083°V         |
|                      | Turnul Entravision Texas (în engleză Entravision Texas Tower)                                                                 | 585,2                 | 1998 | structură ancorată   | transmisiuni VHF-UHF                        | Statele Unite         | Greenwood, Texas                                                                   | | 33°26′13.0″N 97°29′06″V / 33.436944°N 97.48500°V         |
|                      | Turnul Multimedia Associates (în engleză Multimedia Associates Tower)                                                         | 584                   | 1999 | structură ancorată   | transmisiuni VHF-UHF                        | Statele Unite         | Rio Grande City, Texas                                                             | | 26°31′02.0″N 98°39′08″V / 26.517222°N 98.65222°V         |
|                      | Turnul American Towers din Randleman (în engleză American Towers Tower Randleman)                                             | 583,4                 | 2004 | structură ancorată   | transmisiuni VHF-UHF                        | Statele Unite         | Randleman, North Carolina                                                          | | 35°52′13.5″N 79°50′24″V / 35.870417°N 79.84000°V         |
|                      | Turnul KTUL din Coweta (în engleză KTUL Tower Coweta)                                                                         | 581,8                 | 1988 | structură ancorată   | transmisiuni VHF-UHF                        | Statele Unite         | Coweta, Oklahoma                                                                   | | 35°58′08.0″N 95°36′56″V / 35.968889°N 95.61556°V         |
|                      | Turnul American Towers din Robertsdale (în engleză American Towers Tower Robertsdale)                                         | 579,9                 | 2004 | structură ancorată   | transmisiuni VHF-UHF                        | Statele Unite         | Robertsdale, Alabama                                                               | | 30°36′45.4″N 87°38′41.6″V / 30.612611°N 87.644889°V      |
|                      | Platforma petrolieră Baldpate (în engleză Baldpate Platform)                                                                  | 579,7                 | 1998 | platformă petrolieră | extracție petrol                            | ZEE SUA               | Golful Mexic                                                                       | Situată la cca. 193 km în largul coastelor statului Louisiana |                                                          |
|                      | Turnul WTVY-TV (în engleză WTVY-TV Tower)                                                                                     | 579,42                | 1978 | structură ancorată   | transmisiuni VHF-UHF                        | Statele Unite         | Bethlehem, Florida                                                                 | | 30°55′12.0″N 85°44′30″V / 30.920000°N 85.74167°V         |
|                      | Turnul Redfield (în engleză Redfield Tower)                                                                                   | 578,8                 | 1985 | structură ancorată   | transmisiuni VHF-UHF                        | Statele Unite         | Grant County, Arkansas                                                             | Numit și Clear Channel Broadcasting Tower Redfield | 34°26′31.0″N 92°13′04″V / 34.441944°N 92.21778°V         |
|                      | Turnul WFMY (în engleză WFMY Tower)                                                                                           | 575,9                 | 2002 | structură ancorată   | transmisiuni VHF-UHF                        | Statele Unite         | Greensboro, North Carolina                                                         | | 35°52′13.5″N 79°50′24″V / 35.870417°N 79.84000°V         |
|                      | Turnul Cox Radio (în engleză Cox Radio Tower)                                                                                 | 572,8                 | 2000 | structură ancorată   | transmisiuni VHF-UHF                        | Statele Unite         | Shepherd, Texas                                                                    | | 30°32′07.0″N 95°01′05″V / 30.535278°N 95.01806°V         |
|                      | Turnul Media General din Spanish Fort (în engleză Media General Tower Spanish Fort)                                           | 572,7                 | 1986 | structură ancorată   | transmisiuni VHF-UHF                        | Statele Unite         | Spanish Fort, Alabama                                                              | | 30°41′21.0″N 87°49′49″V / 30.689167°N 87.83028°V         |
|                      | Turnul WFTV din Saint Cloud (în engleză WFTV Tower Saint Cloud)                                                               | 571,1                 | 2000 | structură ancorată   | transmisiuni VHF-UHF                        | Statele Unite         | Saint Cloud, Florida                                                               | | 28°16′45.3″N 81°01′24″V / 28.279250°N 81.02333°V         |
|                      | Turnul Capstar Radio (în engleză Capstar Radio Tower)                                                                         | 567,1                 | 1980 | structură ancorată   | transmisiuni VHF-UHF                        | Statele Unite         | Gray Court, South Carolina                                                         | Demolat |                                                          |
|                      | Turnul KLKN (în engleză KLKN Tower)                                                                                           | 565,1                 | 1965 | structură ancorată   | transmisiuni VHF-UHF                        | Statele Unite         | Genoa, Nebraska                                                                    | | 41°32′28.0″N 97°40′46″V / 41.541111°N 97.67944°V         |
|                      | Turnul Pinnacle Towers din Princeton (în engleză Pinnacle Towers Tower Princeton)                                             | 561,3                 | 1993 | structură ancorată   | transmisiuni VHF-UHF                        | Statele Unite         | Princeton, Florida                                                                 | | 25°32′25.0″N 80°28′06″V / 25.540278°N 80.46833°V         |
|                      | Turnul WTVJ din Princeton (în engleză WTVJ Tower Princeton)                                                                   | 561,1                 | 1993 | structură ancorată   | transmisiuni VHF-UHF                        | Statele Unite         | Princeton, Florida                                                                 | | 25°32′25.0″N 80°28′06″V / 25.540278°N 80.46833°V         |
|                      | Turnul Pappas Partnership Stations din Gretna (în engleză Pappas Partnership Stations Tower Gretna)                           | 559,6                 | 1985 | structură ancorată   | transmisiuni VHF-UHF                        | Statele Unite         | Gretna, Nebraska                                                                   | | 41°04′15.9″N 96°13′32.3″V / 41.071083°N 96.225639°V      |
|                      | Turnul KBIM (în engleză KBIM Tower)                                                                                           | 559,02                | 1965 | structură ancorată   | transmisiuni VHF-UHF                        | Statele Unite         | Roswell, New Mexico                                                                | | 33°03′20.0″N 103°49′14″V / 33.055556°N 103.82056°V       |
|                      | Turnul Tulsa Tower Joint Venture din Oneta (în engleză Tulsa Tower Joint Venture Tower Oneta)                                 | 559                   | 1984 | structură ancorată   | transmisiuni VHF-UHF                        | Statele Unite         | Oneta, Oklahoma                                                                    | | 36°01′15.0″N 95°40′33″V / 36.020833°N 95.67583°V         |
|                      | Turnul KTBS (în engleză KTBS Tower)                                                                                           | 556,5                 | 2003 | structură ancorată   | transmisiuni VHF-UHF                        | Statele Unite         | Shreveport, Louisiana                                                              | | 32°41′7″N 93°56′1″V / 32.68528°N 93.93361°V              |
|                      | Turnul Lotte World (în coreeană 롯데월드타워, transliterat: losdewoldeutawo)                                                  | 555,7                 | 2016 | zgârie-nori          | hotel, apartamente                          | Coreea de Sud         | Seul                                                                               | Cea mai înaltă clădire din țările OCDE | 22°32′11″N 114°3′2″E / 22.53639°N 114.05056°E            |
|                      | CN Tower | 553                   | 1976 | turn din beton       | transmisiuni VHF-UHF, restaurant, observare | Canada                | Toronto, Ontario                                                                   | Cea mai înaltă structură autoportantă din lume între 1975 și 2007, cea mai înaltă din emisfera vestică                                                                 | 43°38′33.22″N 79°23′13.41″V / 43.6425611°N 79.3870583°V  |
|                      | Turnul SBA Towers din Hayneville (în engleză SBA Towers Tower Hayneville)                                                     | 547,7                 | 1989 | structură ancorată   | transmisiuni VHF-UHF                        | Statele Unite         | Hayneville, Alabama                                                                | | 32°08′30.2″N 86°44′42.1″V / 32.141722°N 86.745028°V      |
|                      | Turnul Channel 32 Limited Partnership (în engleză Channel 32 Limited Partnership Tower)                                       | 547,7                 | 1990 | structură ancorată   | transmisiuni VHF-UHF                        | Statele Unite         | Hayneville, Alabama                                                                | | 32°08′31.0″N 86°44′42.0″V / 32.141944°N 86.745000°V      |
|                      | Turnul KATC din Kaplan (în engleză KATC Tower Kaplan)                                                                         | 546,6                 | 1978 | structură ancorată   | transmisiuni VHF-UHF                        | Statele Unite         | Kaplan, Louisiana                                                                  | Prăbușit în 2018 după un accident aviatic | 30°02′20.0″N 92°22′15″V / 30.038889°N 92.37083°V         |
|                      | Turnul Cosmos Broadcasting din Egypt (în engleză Cosmos Broadcasting Tower Egypt)                                             | 546,5                 | 1981 | structură ancorată   | transmisiuni VHF-UHF                        | Statele Unite         | Egypt, Arkansas                                                                    | | 35°53′22.0″N 90°56′08″V / 35.889444°N 90.93556°V         |
|                      | One World Trade Center | 546,2                 | 2013 | zgârie-nori          | birouri, transmisiuni VHF-UHF               | Statele Unite         | New York City                                                                      | Cea mai înaltă structură autoportantă din Statele Unite, a doua cea mai înaltă din emisfera vestică                                                                    | 40°42′42″N 74°0′45″V / 40.71167°N 74.01250°V             |
|                      | Turnul Raycom Media din Mooringsport (în engleză Raycom Media Tower Mooringsport)                                             | 545,8                 | 1975 | structură ancorată   | transmisiuni VHF-UHF                        | Statele Unite         | Mooringsport, Louisiana                                                            | | 32°40′29.0″N 93°56′01″V / 32.674722°N 93.93361°V         |
|                      | Turnul Pinnacle Towers din Mooringsport (în engleză Pinnacle Towers Tower Mooringsport)                                       | 542,8                 | 1985 | structură ancorată   | transmisiuni VHF-UHF                        | Statele Unite         | Mooringsport, Louisiana                                                            | | 32°39′58.0″N 93°55′59″V / 32.666111°N 93.93306°V         |
|                      | Turnul Salem Radio (în engleză Salem Radio Tower)                                                                             | 542,2                 | 2005 | structură ancorată   | transmisiuni VHF-UHF                        | Statele Unite         | Bold Springs, Georgia                                                              | | 33°52′02.3″N 083°49′44.0″V / 33.867306°N 83.828889°V     |
|                      | Turnul Branch Young Broadcasting (în engleză Branch Young Broadcasting Tower)                                                 | 541                   |      | structură ancorată   | transmisiuni VHF-UHF                        | Statele Unite         | Branch, Louisiana                                                                  | | 30°19′18″N 92°16′58″V / 30.32167°N 92.28278°V            |
|                      | Turnul Ostankino (în rusă Останкинская телебашня, transliterat: Ostankinskaia telebașnea)                                     | 540,1                 | 1967 | turn din beton       | transmisiuni VHF-UHF, observare             | Rusia                 | Moscova                                                                            | Cea mai înaltă structură autoportantă din lume între 1967 și 1975, cea mai înaltă din Europa, renovată după un incendiu din 2000                                       | 55°49′10.94″N 37°36′41.79″E / 55.8197056°N 37.6116083°E  |
|                      | Turnul KLFY TV din Maxie (în engleză KLFY TV Tower Maxie)                                                                     | 540,1                 | 1970 | structură ancorată   | transmisiuni VHF-UHF                        | Statele Unite         | Maxie, Louisiana                                                                   | | 30°19′21.0″N 92°22′40″V / 30.322500°N 92.37778°V         |
|                      | Turnul Richland Towers din Cusseta (în engleză Cusseta Richland Towers Tower)                                                 | 538,2                 | 2005 | structură ancorată   | transmisiuni VHF-UHF                        | Statele Unite         | Cusseta, Georgia                                                                   | | 32°19′16.4″N 84°47′28.2″V / 32.321222°N 84.791167°V      |
|                      | Turnul Cox Radio din Braselton (în engleză Cox Radio Tower Braselton)                                                         | 538                   | 1984 | structură ancorată   | transmisiuni VHF-UHF                        | Statele Unite         | Braselton, Georgia                                                                 | | 34°07′32.0″N 83°51′32″V / 34.125556°N 83.85889°V         |
|                      | Turnul American Towers din Eglin (în engleză American Towers Tower Eglin)                                                     | 537,7                 | 2001 | structură ancorată   | transmisiuni VHF-UHF                        | Statele Unite         | Eglin (Elgin), South Carolina                                                      | Numit și WOLO TV Tower | 34°06′58.4″N 80°45′49.9″V / 34.116222°N 80.763861°V      |
|                      | Turnul Alabama Telecasters (în engleză Alabama Telecasters Tower)                                                             | 535,5                 | 1995 | structură ancorată   | transmisiuni VHF-UHF                        | Statele Unite         | Gordonsville, Alabama                                                              | | 32°08′58.0″N 86°46′51″V / 32.149444°N 86.78083°V         |
|                      | Turnul WIMZ-FM (în engleză WIMZ-FM Tower)                                                                                     | 534,01                | 1963 | structură ancorată   | transmisiuni VHF-UHF                        | Statele Unite         | Knoxville, Tennessee                                                               | Numit și WBIR TV mast, cea mai înaltă structură din lume în 1963 | 35°59′44.41″N 83°57′23.20″V / 35.9956694°N 83.9564444°V  |
|                      | Turnul WUOT-FM (în engleză WUOT-FM Tower)                                                                                     | 534,0                 | 2003 | structură ancorată   | transmisiuni VHF-UHF                        | Statele Unite         | Knoxville, Tennessee                                                               | | 36°08′05.49″N 83°43′28.01″V / 36.1348583°N 83.7244472°V  |
|                      | Turnul Capitol Broadcasting din Broadway (în engleză Capitol Broadcasting Tower Broadway)                                     | 533,1                 | 1985 | structură ancorată   | transmisiuni VHF-UHF                        | Statele Unite         | Broadway, North Carolina                                                           | Demolat | 35°30′45.0″N 78°58′40″V / 35.512500°N 78.97778°V         |
|                      | Turnul Capitol Broadcasting din Columbia (în engleză Capitol Broadcasting Tower Columbia)                                     | 533,1                 | 2000 | structură ancorată   | transmisiuni VHF-UHF                        | Statele Unite         | Columbia, North Carolina                                                           | | 35°30′44.0″N 78°58′41″V / 35.512222°N 78.97806°V         |
|                      | Turnul WTVM/WRBL-TV & WVRK-FM (în engleză WTVM/WRBL-TV & WVRK-FM Tower)                                                       | 533                   | 1962 | structură ancorată   | transmisiuni VHF-UHF                        | Statele Unite         | Cusseta, Georgia                                                                   | Numit și WTVM TV mast, cea mai înaltă structură din lume între 1962 și 1963                                                                                            | 32°19′25.09″N 84°46′45.07″V / 32.3236361°N 84.7791861°V  |
|                      | Turnul WCOM (în engleză WCOM-Mast)                                                                                            | 532,6                 | 1985 | structură ancorată   | transmisiuni VHF-UHF                        | Statele Unite         | Butler, Ohio                                                                       | | 40°33′22.6″N 82°26′41.1″V / 40.556278°N 82.444750°V      |
|                      | Turnul WAVE (în engleză WAVE-Mast)                                                                                            | 530,05                | 1990 | structură ancorată   | transmisiuni VHF-UHF                        | Statele Unite         | La Grange, Kentucky                                                                | | 38°27′23.0″N 85°25′28″V / 38.456389°N 85.42444°V         |
|                      | Centrul Tianjin Chow Tai Fook Riviera (în chineză: 天津周大福濱海中心, transliterat: Tiānjīn zhōudàfú bīnhǎi zhōngxīn)        | 530,4                 | 2017 | zgârie-nori          | hotel, apartamente, birouri                 | China                 | Tianjin                                                                            | A doua cea mai înaltă clădire din Tianjin și cea mai înaltă clădire din lume cu mai puțin de 100 de etaje                                                              | 39°01′18″N 117°41′53″E / 39.0217°N 117.6981°E            |
|                      | Centrul financiar Guangzhou Chow Tai Fook (în chineză: 廣州周大福金融中心, transliterat: Guǎngzhōu zhōudàfú jīnróng zhōngxīn) | 530                   | 2016 | zgârie-nori          | hotel, apartamente, birouri                 | China                 | Guangzhou, Guangdong                                                               | Cea mai înaltă clădire finalizată din Guangzhou, a treia cea mai înaltă din China, include 95 de lifturi, dintre care două sunt cele mai rapide din lume (1.200 m/min) | 23°07′13″N 113°19′14″E / 23.12028°N 113.32056°E          |
|                      | Turnul Louisiana Television Broadcasting din Sunshine (în engleză Louisiana Television Broadcasting Tower Sunshine)           | 529,4                 | 1972 | structură ancorată   | transmisiuni VHF-UHF                        | Statele Unite         | Sunshine, Louisiana                                                                | | 30°17′49.0″N 91°11′37″V / 30.296944°N 91.19361°V         |
|                      | Platforma petrolieră Bullwinkle (în engleză Bullwinkle Platform)                                                              | 529,1                 | 1989 | platformă petrolieră | extracție petrol                            | ZEE SUA               | Golful Mexic                                                                       | Situată la cca. 260 km sud-vest de New Orleans | 27°53′1″N 90°54′4″V / 27.88361°N 90.90111°V              |
|                      | Turnul Pinnacle Towers din Addis (în engleză Pinnacle Towers Tower Addis)                                                     | 528,8                 | 1986 | structură ancorată   | transmisiuni VHF-UHF                        | Statele Unite         | Addis, Louisiana                                                                   | | 30°19′35.0″N 91°16′36″V / 30.326389°N 91.27667°V         |
|                      | China Zun (în chineză: 中国尊, transliterat: Zhōngguó zūn)                                                                    | 528                   | 2018 | zgârie-nori          | hotel, apartamente, birouri                 | China                 | Beijing                                                                            | Cea mai înaltă clădire din Beijing | 39°54′45″N 116°27′58″E / 39.91250°N 116.46611°E          |
|                      | Turnul Richland Towers din Cedar Hill (în engleză Richland Towers Tower Cedar Hill)                                           | 527,6                 | 2004 | structură ancorată   | transmisiuni VHF-UHF                        | Statele Unite         | Cedar Hill, Texas                                                                  | | 32°35′02.7″N 96°57′48.8″V / 32.584083°N 96.963556°V      |
|                      | Willis Tower (Sears Tower) | 527                   | 1973 | zgârie-nori          | birouri, observare, transmisiuni VHF-UHF    | Statele Unite         | Chicago, Illinois                                                                  | Cea mai înaltă clădire din lume între 1973 și 1998 (după înălțimea structurală), a treia din emisfera vestică                                                          | 41°52′44.1″N 87°38′10.2″V / 41.878917°N 87.636167°V      |
|                      | Turnul Nordic 1 World Trade Center (1973–2001)                                                                                | 526,3                 | 1973 | zgârie-nori          | birouri, transmisiuni VHF-UHF               | Statele Unite         | New York City                                                                      | Cea mai înaltă structură autoportantă care nu mai există, cea mai înaltă clădire din lume între 1972 și 1974, distrusă la 11 septembrie 2001                           | 40°42′42″N 74°0′45″V / 40.71167°N 74.01250°V             |
|                      | Turnul WAFB din Baton Rouge (în engleză WAFB Tower Baton Rouge)                                                               | 525,8                 | 1965 | structură ancorată   | transmisiuni VHF-UHF                        | Statele Unite         | Baton Rouge, Louisiana                                                             | | 30°21′59.0″N 91°12′47″V / 30.366389°N 91.21306°V         |
|                      | Turnul WAEO (în engleză WAEO Tower)                                                                                           | 524,5                 | 1966 | structură ancorată   | transmisiuni VHF-UHF                        | Statele Unite         | Starks, Wisconsin                                                                  | Distrus la 17 noiembrie 1968 după un accident aviatic |                                                          |
|                      | Turnul WTXL (în engleză WTXL Tower)                                                                                           | 522,5                 | 1999 | structură ancorată   | transmisiuni VHF-UHF                        | Statele Unite         | Fincher, Florida                                                                   | | 30°40′07.0″N 83°58′10″V / 30.668611°N 83.96944°V         |
|                      | Turnul Orlando Hearst Argyle Television (în engleză Orlando Hearst Argyle Television Tower)                                   | 522,5                 | 1980 | structură ancorată   | transmisiuni VHF-UHF                        | Statele Unite         | Orange City, Florida                                                               | În prezent măsoară 510,5 m | 28°56′16.0″N 81°18′57.0″V / 28.937778°N 81.315833°V      |
|                      | Turnul Pinnacle Towers din Moody (în engleză Pinnacle Towers Tower Moody)                                                     | 522,4                 | 1988 | structură ancorată   | transmisiuni VHF-UHF                        | Statele Unite         | Moody, Texas                                                                       | | 31°18′54.0″N 97°19′37″V / 31.315000°N 97.32694°V         |
|                      | Turnul Clear Channel Broadcasting din Rosinton (în engleză Clear Channel Broadcasting Tower Rosinton)                         | 520,3                 | 1981 | structură ancorată   | transmisiuni VHF-UHF                        | Statele Unite         | Rosinton, Alabama                                                                  | |                                                          |
|                      | Turnul Pacific and Southern Company din Lugoff (în engleză Pacific and Southern Company Tower Lugoff)                         | 520,2                 | 1985 | structură ancorată   | transmisiuni VHF-UHF                        | Statele Unite         | Lugoff, South Carolina                                                             | | 34°05′50.0″N 80°45′50″V / 34.097222°N 80.76389°V         |
|                      | Turnul Young Broadcasting din Garden City (în engleză Young Broadcasting Tower Garden City)                                   | 519,7                 | 1978 | structură ancorată   | transmisiuni VHF-UHF                        | Statele Unite         | Garden City, South Dakota                                                          | | 44°57′56.0″N 97°35′23″V / 44.965556°N 97.58972°V         |
|                      | Turnul Gray Television din Carlos (în engleză Gray Television Tower Carlos)                                                   | 519,7                 | 1983 | structură ancorată   | transmisiuni VHF-UHF                        | Statele Unite         | Carlos, Texas                                                                      | | 30°33′17.0″N 96°01′52″V / 30.554722°N 96.03111°V         |
|                      | Turnul South Dakota Public Broadcasting Network (în engleză South Dakota Public Broadcasting Network Tower)                   | 516,7                 | 1974 | structură ancorată   | transmisiuni VHF-UHF                        | Statele Unite         | Faith, South Dakota                                                                | | 45°03′14.0″N 102°15′49″V / 45.053889°N 102.26361°V       |
|                      | Turnul Spectra Site Communications din Orange City (în engleză Spectra Site Communications Tower Orange City)                 | 516,6                 | 1984 | structură ancorată   | transmisiuni VHF-UHF                        | Statele Unite         | Orange City, Florida                                                               | Înălțimea a fost redusă la 512,7 m | 28°55′11.1″N 81°19′07″V / 28.919750°N 81.31861°V         |
|                      | Turnul Christmas Brown Road (în engleză Christmas Brown Road Tower)                                                           | 516,6                 | 2001 | structură ancorată   | transmisiuni VHF-UHF                        | Statele Unite         | Christmas, Florida                                                                 | | 28°36′36.0″N 81°03′34.0″V / 28.610000°N 81.059444°V      |
|                      | Turnul Gray Television din Madill (în engleză Gray Television Tower Madill)                                                   | 516,3                 | 1984 | structură ancorată   | transmisiuni VHF-UHF                        | Statele Unite         | Madill, Oklahoma                                                                   | | 34°01′58.0″N 96°48′01″V / 34.032778°N 96.80028°V         |
|                      | Turnul American din Christmas (în engleză American Tower Christmas)                                                           | 513,3                 | 2001 | structură ancorată   | transmisiuni VHF-UHF                        | Statele Unite         | Christmas, Florida                                                                 | | 28°34′53.0″N 81°04′29″V / 28.581389°N 81.07472°V         |
|                      | Turnul Richland Towers din Bithlo (în engleză Richland Towers Bithlo)                                                         | 512,7                 | 2002 | structură ancorată   | transmisiuni VHF-UHF                        | Statele Unite         | Bithlo, Florida                                                                    | | 28°35′12.6″N 81°04′57.5″V / 28.586833°N 81.082639°V      |
|                      | Turnul Northland Television din Rhinelander (în engleză Northland Television Tower Rhinelander)                               | 512,6                 | 1979 | structură ancorată   | transmisiuni VHF-UHF                        | Statele Unite         | Rhinelander, Wisconsin                                                             | | 45°40′03.0″N 89°12′29″V / 45.667500°N 89.20806°V         |
|                      | Platforma petrolieră Benguela-Belize Lobito-Tomboco (în engleză Benguela-Belize Lobito-Tomboco Platform)                      | 512                   | 2008 | platformă petrolieră | extracție petrol                            | ZEE Angola            | Situată în largul coastelor Angolei, în zona bazinului inferior al fluviului Congo | | 5°25′00″S 11°13′00″E / 5.4167°S 11.2167°E                |
|                      | Turnul Gray Television din Moody (în engleză Gray Television Tower Moody)                                                     | 511,8                 | 1978 | structură ancorată   | transmisiuni VHF-UHF                        | Statele Unite         | Moody, Texas                                                                       | | 31°19′20.0″N 97°19′03″V / 31.322222°N 97.31750°V         |
|                      | Turnul de telaviziune KFVS (în engleză KFVS TV Mast)                                                                          | 631,5                 | 1960 | structură ancorată   | transmisiuni VHF-UHF                        | Statele Unite         | Cape Girardeau County, Missouri                                                    | Cea mai înaltă structură din lume între 1960 și 1961 | 37°25′44.5″N 89°30′13.84″V / 37.429028°N 89.5038444°V    |
|                      | Taipei 101 (în chineză: 台北101, transliterat: Taipei 101)                                                                    | 509,2                 | 2004 | zgârie-nori          | birouri, observare, transmisiuni VHF-UHF    | Taiwan                | Taipei                                                                             | Cel mai înalt zgârie-nori din lume între 2004 și 2010, primul cu o înălțime structurală de peste 500 m                                                                 | 25°02′01″N 121°33′52″E / 25.03361°N 121.56444°E          |
|                      | Turnul Cox Radio din Verna (în engleză Cox Radio Tower Verna)                                                                 | 508,1                 | 1994 | structură ancorată   | transmisiuni VHF-UHF                        | Statele Unite         | Verna, Florida                                                                     | | 27°24′31.2″N 82°14′59.3″V / 27.408667°N 82.249806°V      |
|                      | Turnul de televiziune WMTW (în engleză WMTW TV Mast)                                                                          | 508,1                 | 2001 | structură ancorată   | transmisiuni VHF-UHF                        | Statele Unite         | Baldwin, Maine                                                                     | | 43°50′44.0″N 70°45′41″V / 43.845556°N 70.76139°V         |
|                      | Turnul American Towers din Cedar Hill (în engleză American Towers Tower Cedar Hill)                                           | 506,2                 | 1999 | structură ancorată   | transmisiuni VHF-UHF                        | Statele Unite         | Cedar Hill, Texas                                                                  | | 32°35′20.0″N 96°58′05.9″V / 32.588889°N 96.968306°V      |
|                      | Turnul American Towers din Oklahoma (în engleză American Towers Tower Oklahoma)                                               | 502                   | 1999 | structură ancorată   | transmisiuni VHF-UHF                        | Statele Unite         | Oklahoma City, Oklahoma                                                            | | 35°35′52.1″N 97°29′23.2″V / 35.597806°N 97.489778°V      |

## Structuri înalte aflate în construcție
| Nume | Înălțime (m) | Țară                  | Oraș         | An începere lucrări |
| |              |                       |              |                     |
| --- | ------------ | --------------------- | ------------ | ------------------- |
| Turnul Jeddah (în arabă برج جدة, transliterat: Burj jida)                                                                             | 1.008        | Arabia Saudită        | Jeddah       | 2013                |
| Oblisco Capitale (în arabă أُوبْلِيسْكُو كَابِيتَالِي, transliterat: Uwblisku kabitali)                                                        | 1.000        | Egipt                 | Cairo        | 2024                |
| Sky City (în chineză: 天空城市, transliterat: Tiānkōng chéngshì)                                                                      | 838          | China                 | Changsha     | 2013                |
| Dubai Creek Tower (în arabă برج خور دبي, transliterat: Burj khur dubay)                                                               | >828         | Emiratele Arabe Unite | Dubai        | 2016                |
| Turnul Indiei (în hindi इण्डिया टावर, transliterat: Indiya taavar)                                                                        | 700          | India                 | Mumbai       | 2010                |
| Turnul Eaton's / John Maryon (în engleză Eaton's / John Maryon Tower)                                                                 | 686          | Canada                | Toronto      | 1971                |
| Turnul Centrului de Convenții Doha (în arabă الدوحة برج مركز المؤتمرات, transliterat: Aldawhat burj markaz almutamarat)               | 551          | Qatar                 | Doha         | 2007                |
| Centrul Dalian Greenland (în chineză: 大连绿地中心, transliterat: Dàlián lǜdì zhōngxīn)                                               | 518          | China                 | Dalian       | 2014                |
| Turnul 1 al Centrului Financiar Internațional Evergrande (în chineză: 恒大国际金融中心, transliterat: Héng dà guójì jīnróng zhōngxīn) | 518          | China                 | Hefei, Anhui | 2016                |
| Turnul Pentominium (în arabă برج البينتومينيوم, transliterat: Burj albintuminywm)                                                     | 516          | Emiratele Arabe Unite | Dubai        | 2009                |
| Turnul orașului Busan Lotte (în coreeană 부산 롯데 타운 타워, transliterat: Busan losde taun tawo)                                    | 510,1        | Coreea de Sud         | Busan        | 2011                |
| Turnul Lumii (în arabă برج العالم, transliterat: Burj alealam)                                                                        | 510          | Emiratele Arabe Unite | Dubai        | 2006                |

## Lista celor mai înalte structuri după continent
| Continent       | Nume | Înălțime (m) | An finalizare lucrări | Țară                     |
|                 | |              |                       |                          |
| --------------- | --- | ------------ | --------------------- | ------------------------ |
| Asia            | Burj Khalifa (în arabă برج خليفة, transliterat: Burj khalifa)                                            | 829,8        | 2009                  | Emiratele Arabe Unite    |
| Africa          | Platforma petrolieră Benguela-Belize Lobito-Tomboco (în engleză Benguela-Belize Lobito-Tomboco Platform) | 512          | 2008                  | Angola                   |
| America de Nord | Platforma petrolieră Petronius (în engleză Petronius Platform)                                           | 640          | 2000                  | Statele Unite            |
| America de Sud  | Observatorul Torre Alta da Amazônia (în portugheză Observatório de Torre Alta da Amazônia)               | 325          | 2015                  | Brazilia                 |
| Europa          | Turnul Ostankino (în rusă Останкинская телебашня, transliterat: Ostankinskaia telebașnea)                | 540,1        | 1967                  | Rusia                    |
| Australia       | Stația Navală de Comunicații Harold E. Holt (în engleză Naval Communication Station Harold E. Holt)      | 387          | 1967                  | Australia                |
| Oceania         | Transmițătorul VLF Ualualei (în engleză VLF transmitter Lualualei)                                       | 458          | 1972                  | Statele Unite · (Hawaii) |